# Повесть о поздней хризантеме
«Повесть о поздней хризантеме» (яп. 残菊物語 Дзангику моногатари) — кинофильм режиссёра Кэндзи Мидзогути.
Фильм считается одним из крупнейших достижений Мидзогути в довоенный период творчества. Отмечается, по сравнению с предыдущими работами режиссёра, более умелым подходом в построении мизансцен.

## Сюжет
Действие фильма происходит в Японии в 1885 году. Главный герой Кикуносуке Оноэ (дебют в кино театрального актёра Сетаро Ханаяги) является приёмным сыном известного актёра театра кабуки, обучающего его профессиональному мастерству, чтобы тот в дальнейшем стал его преемником и продолжателем актёрской династии. Многие хвалят Оноэ, но в его отсутствие над ним лишь смеются, так как уровень его игры низок (так считает и сам Оноэ). Отоку (Какуро Мори), молодая нянька младшего брата Оноэ, оказывается единственной, кто говорит о его недостатках ему в лицо, призывая при этом стараться в учении. Когда из-за слухов об отношениях с Кикуносуке её увольняют, Оноэ возмущён и уходит из семьи к большому негодованию отца. Он решает оттачивать актёрское мастерство вне пределов Токио и уезжает в Осаку.
Год спустя Отоку воссоединяется с Оноэ и становится его гражданской женой. Вскоре после этого умирает покровительствовавший ему ведущий актёр местного театра, в результате чего он остаётся без работы и присоединяется к бродячему театру, в котором вместе с женой путешествует четыре года. Когда у Оноэ появляется шанс присоединиться к труппе токийского театра, Отоку втайне от мужа просит у друзей Оноэ дать ему возможность выступить на сцене, уверяя, что он стал играть лучше, и обещая при этом разорвать с ним отношения ради примирения Кикуносуке с отцом. После успешного выступления она уходит от него. Находясь на гастролях в Осаке, Оноэ узнаёт, что она в городе и тяжело больна, и ему необходимо на прощание увидеться с ней. Отец Оноэ, услышав об этом, отпускает сына, признав Отоку его женой. Вскоре после этой встречи, когда весь город чествует Оноэ как великого актёра, Отоку умирает от туберкулёза.

## В ролях
- Сётаро Ханаяги — Кикуносуке Оноэ
- Кокити Такада — Фукусуке Накамура
- Гондзюро Каварадзаки — Кикугоро Оноэ
- Какуро Мори — Отоку
- Токусабуро Араси — Сикан Накамура
- Ёко Умэмура — Осата

## Премьеры
- — национальная премьера фильма состоялась 10 октября 1939 года[3].
- — премьерный показ в США — 15 января 1979 года[3]
- — впервые показан российскому зрителю 14 октября 2002 года в рамках ретроспективы фильмов Кэндзи Мидзогути в московском Музее кино[4].